# Nicole Cage-Florentiny
Nicole Cage-Florentiny est une poétesse et romancière martiniquaise et française, née le 12 septembre 1965 à Le François, en Martinique. Elle est professeur de lettres et d'espagnol et psychothérapeute.
Elle écrit sur des faits d'actualité de la société martiniquaise, l'identité culturelle à l'intention des enfants, la prostitution.

## Œuvres
- 1993 : Lavalas, recueil de poésie (mention spéciale pour le prix Poésie Jeunesse)[1],[2]
- 1996 : Arc-en-ciel, l'espoir, poèmes en édition bilingue (trad. Nancy Morejón), Casa de las Américas, Cuba
- 2000 : Confidentiel, roman jeunesse, Édition Dapper, Paris
- 2002 : L'Espagnole, éditions Hatier, Paris  (ISBN 2-747-30216-4)
- 2005 puis 2006 : Aime comme musique ou comme mourir d'aimer roman, éditions Le Manuscrit puis éditions Scripta en 2006[3]
- 2006 : C'est vole que je vole, Les Oiseaux de papier, Bretagne  (ISBN 2-916-35904-4)
- 2007 : Et tu dis que tu m'aimes !, Les Oiseaux de papier, Bretagne  (ISBN 2-916-35910-9)
- 2007 : Une robe couleur soleil conte pour enfants, Éditions Lafontaine, Fort-de-France
- 2007 : Palabras de paz por tiempos de guerra, poèmes, édition El Perro y la Rana, Caracas
- 2008 : Dèyé pawol sé lanmou / Par-delà les mots, l'amour, poèmes bilingues (français/créole) Préface de Frankétienne, K Éditions, Fort-de-France
- 2009 : Vole avec elle, roman, éditions Acoria, Paris[4]

## Récompenses
- 1996 : elle obtient le prix cubain Casa de las Américas pour son recueil de poèmes Arc-en-Ciel, l'espoir
- 2002 : Prix Oeneumi, République de Macédoine pour une sélection de poèmes inédits
- 2004 : Prix de la Créativité au Liban pour Paroles de paix pour temps de guerre, poèmes
- 2006 : Prix Gros Sel pour son roman C'est vole que je vole